# Lanuginella pupa
Lanuginella pupa är en svampdjursart som beskrevs av Schmidt 1870. Lanuginella pupa ingår i släktet Lanuginella och familjen Rossellidae. Inga underarter finns listade i Catalogue of Life.